# Monique van der Lee
Monique van der Lee (Heerhugowaard, 7 de noviembre de 1973) es una deportista neerlandesa que compitió en judo. Ganó tres medallas en el Campeonato Mundial de Judo entre los años 1991 y 1995, y siete medallas en el Campeonato Europeo de Judo entre los años 1990 y 1996.

## Palmarés internacional
| Campeonato Mundial | Campeonato Mundial       | Campeonato Mundial | Campeonato Mundial |
| Año                | Lugar                    | Medalla            | Categoría          |
| ------------------ | ------------------------ | ------------------ | ------------------ |
| 1991               | Barcelona (España)       | Medalla de bronce  | +72 kg             |
| 1993               | Hamilton (Canadá)        | Medalla de bronce  | +72 kg             |
| 1995               | Chiba (Japón)            | Medalla de oro     | Abierta            |
| Campeonato Europeo |                          |                    |                    |
| Año                | Lugar                    | Medalla            | Categoría          |
| 1990               | Fráncfort (RFA)          | Medalla de bronce  | +72 kg             |
| 1991               | Praga (Checoslovaquia)   | Medalla de oro     | Abierta            |
| 1992               | París (Francia)          | Medalla de bronce  | +72 kg             |
| 1993               | Atenas (Grecia)          | Medalla de oro     | +72 kg             |
| 1994               | Gdańsk (Polonia)         | Medalla de oro     | Abierta            |
| 1995               | Birmingham (Reino Unido) | Medalla de bronce  | +72 kg             |
| 1996               | La Haya (Países Bajos)   | Medalla de oro     | Abierta            |